# Rémy Ceillier
Rémy Ceillier, noto anche come Dom Ceillier (Bar-le-Duc, 14 maggio 1688 – Flavigny-sur-Ozerain, 26 maggio 1763), fu un religioso benedettino appartenente alla Congregazione dei Santi Vitone e Idulfo; famoso patrologo e storico della Chiesa. 
È autore di una vasta storia generale degli autori sacri ed ecclesiastici che rivaleggia con quella di Louis Ellies Dupin e che gli valse due brevi di papa Benedetto XIV, in cui sono lodati l'autore e l'opera.

## Biografia
Rémy Ceillier ricevette la prima educazione presso il Collegio dei Gesuiti a Bar-le-Duc. Dopo aver completato il corso di studi umanistici e retorica, pronunciò i voti nel 1705 nel monastero di Moyen-Moutier nei Vosgi, appartenente alla congregazione benedettina di St-Vannes e St-Hydulphe. Nominato professore di teologia a Moyen-Moutier, mantenne la posizione per sei anni. Priore del monastero di Saint-Jacques de Neufchâteau nel 1718, nel 1724 divenne coadiutore di Dom Charles de Vassimont nel monastero di Flavigny-sur-Moselle, e alla morte di quest'ultimo, priore titolare del monastero (carica che ricoprì dal 1733 fino alla morte). Sotto la sua sapiente amministrazione il monastero prosperò materialmente, spiritualmente e intellettualmente.

## Opere
La prima delle opere maggiori di Ceillier, preparata mentre era ancora professore a Moyen-Moutier, è l’Apologie de la morale des Pères contre les injustes accusations du sieur Jean Barbeyrac (Parigi, 1718). L'Apologie si apre con una lunga dissertazione (40 pagine ca.) dedicata a difendere l'autorità dei Padri della Chiesa messa in discussione da Barbeyrac; dopodiché l'autore confuta punto per punto le argomentazioni di Barbeyrac e difende uno per uno quei Padri che questi aveva attaccato - Atenagora di Atene, Clemente di Alessandria, Agostino e altri.
Il successo dell'opera indusse Ceillier a intraprendere un altro lavoro simile, ma di portata molto più ampia, che si occupasse di tutti gli scritti sacri ed ecclesiastici fin dalle origini del Cristianesimo: la notevolissima Histoire générale des auteurs sacrés et ecclésiastiques. L'opera (23 voll., Parigi, 1720-1763), è un'immensa Patrologia, che fornisce la storia e l'analisi degli scritti di tutti gli scrittori ecclesiastici dei primi tredici secoli.  Il primo volume apparve nel 1729, gli altri a intervalli successivi; il 23º e ultimo volume fu pubblicato dopo la morte dell'autore. L'opera contiene un resoconto storico degli autori sacri ed ecclesiastici, elenchi, analisi e giudizi critici dei loro scritti, insieme a selezioni di testi tratti dalle loro opere. Comincia con gli albori della letteratura cristiana e termina con gli scritti di Guglielmo d'Alvernia (metà del XIII secolo).
Il lavoro immane necessario a portare l'opera a compimento lo costrinse a investire gran parte delle sue energie e del suo tempo nel completamento dell'opera. Ma la preparazione di un'opera così completa è stata resa possibile anche dall'assistenza che Ceillier ricevette dai suoi confratelli.
La parte più preziosa dell'opera, nel suo complesso estremamente ben fatta, è quella che riguarda i Padri dei primi sei secoli. Qui l'autore ha potuto attingere agli scritti di Tillemont e utilizzare le erudite edizioni benedettine dei Padri.
L'Histoire générale ha avuto moltissime edizioni; l'ultima è quella dell'Abbé Bauzon in 17 voll. in 4° con due volumi di indici (Parigi, 1860-1869).
Le accuse di giansenismo mosse contro Ceillier nel corso della sua vita e anche in seguito non trovano riscontro nei suoi scritti, e il trattamento riservato all'autore e alle sue opere da Papa Benedetto XIV dimostra che il papa non aveva dubbi sulla sua ortodossia.
- (FR) Apologie de la morale des Pères de l'Église contre les injustes accusations du sieur Jean Barbeyrac, professeur en droit et en histoire, à Lausanne, Paris, Chez Emery, Fils, 1718.
- Histoire générale des auteurs sacrés et ecclésiastiques, qui contient leur vie, le catalogue, la critique, le jugement, l'analyse et le dénombrement des différentes éditions de leurs ouvrages, ce qu'ils renferment de plus intéressant sur le dogme, sur la morale et la discipline de l'Église, l'histoire des conciles, tant généraux que particuliers, et les actes choisis des martyrs (23 volumi, 1729-1763)